# Lawrence Gonzi

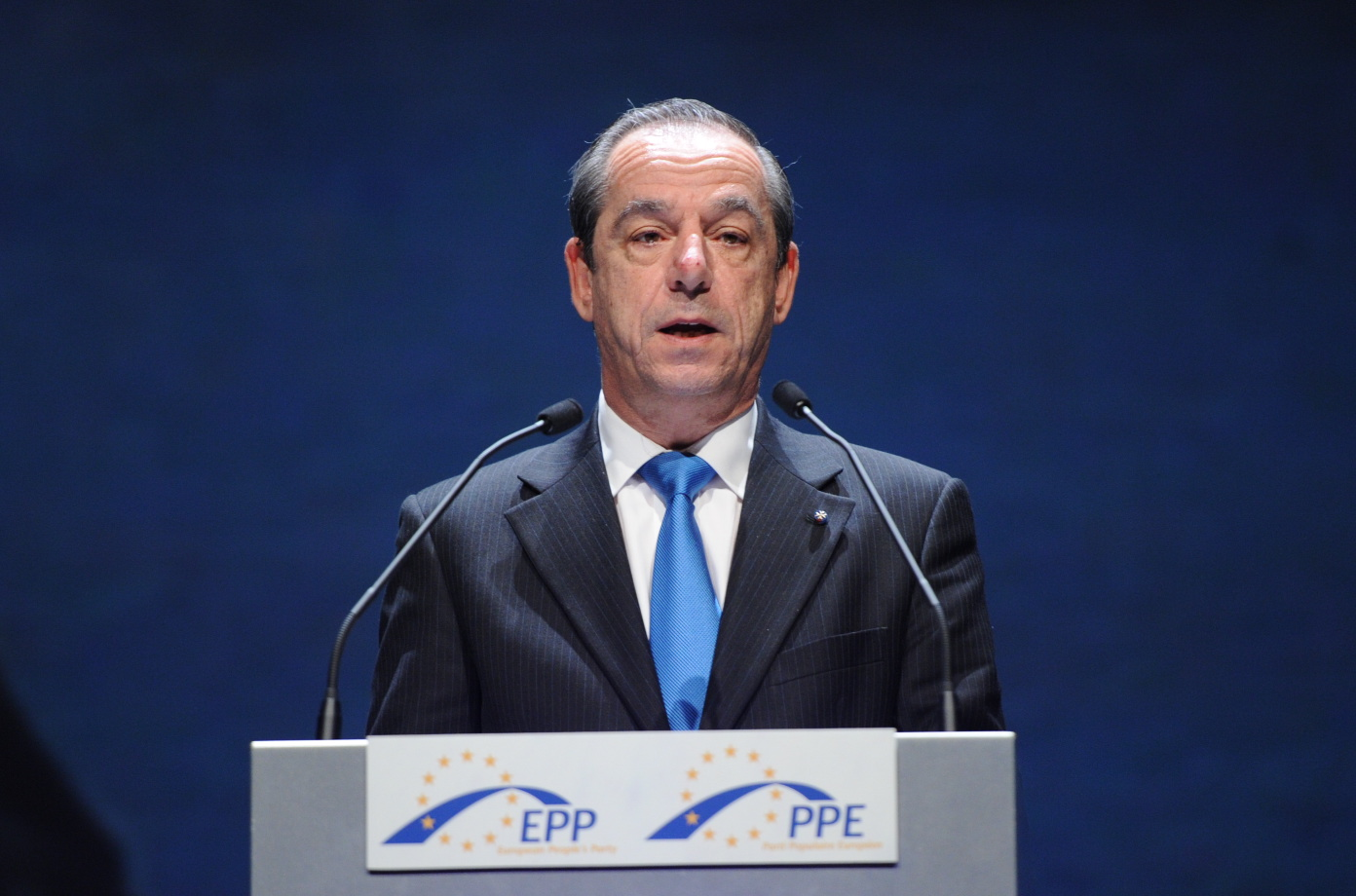
Lawrence Gonzi (2011)

Lawrence Gonzi (* 1. Juli 1953 in Valletta) ist ein maltesischer Politiker. Er war von 2004 bis 2013 Premierminister von Malta.

## Leben
Nach seinem Jurastudium und der Promotion zum Doktor der Rechtswissenschaft arbeitete er von 1975 bis 1988 als Anwalt. Von 1989 bis 1997 war er Vorsitzender der Mizzi Organisation, einem branchenübergreifenden Unternehmen, das mit mehr als 1.000 Arbeitern einer der größten Arbeitgeber auf Malta ist. In dieser Zeit war er auch in verschiedenen ehrenamtlichen Bereichen tätig, unter anderem in der Katholischen Bewegung Maltas.
Als Abgeordneter der konservativen Nationalistischen Partei (PN) war er von 1988 bis 1996 zwei Legislaturperioden lang Sprecher des Repräsentantenhauses. 1997 wurde er zum Generalsekretär der PN ernannt. Nach den erneuten Wahlen im September 1998 erhielt er das Amt des Sozialministers. Nach der Ernennung Guido de Marcos zum Präsidenten im Jahr 1999 wurde Gonzi stellvertretender Premierminister und Vizechef der PN.
Nach dem Rücktritt des bisherigen Premiers und Parteichefs Edward Fenech Adami im Februar 2004 wählte ihn die PN zum neuen Parteichef. Am 23. März wurde er als Premierminister Maltas vereidigt.
Als Sozialminister setzte Lawrence Gonzi eine Null-Toleranz-Politik gegenüber dem Missbrauch von Sozialleistungen sowie Änderungen im Arbeitsrecht durch. Als Premierminister unterstützte er die Mitgliedschaft Maltas in der EU, die sein Vorgänger Adami angestrebt hatte.
Im März 2013 verlor er die Parlamentswahlen gegen den sozialdemokratischen Herausforderer Joseph Muscat.
Lawrence Gonzi ist Mitglied im Stiftungsrat der Päpstlichen Stiftung Centesimus Annus Pro Pontifice (CAPP).

## Familienbeziehungen
Er ist ein Neffe des früheren Erzbischofs von Malta Michael Gonzi (1885–1984), sein jüngerer Bruder ist der Parlamentsabgeordnete Michael Gonzi (* 1960).